# M-12,7x54
«M-12,7x54» — прототип української великокаліберної снайперської гвинтівки під спеціальні безшумні набої 12,7х54.